# Top 8 2018
El Top 8 de 2018 fue la 71° edición del torneo de rugby de primera división de Chile.

## Sistema de disputa
Cada equipo disputó encuentros frente a cada uno de los rivales en condición de local y de visitante, totalizando 14 partidos cada uno.
Finalizada la fase regular los cuatro primeros equipos clasificaron a semifinales.
El equipo que al finalizar en la séptima posición disputó un repechaje frente al séptimo clasificado del Súper 8
El último clasificado descendió directamente al Súper 8 2019.
Puntuación
Para ordenar a los equipos en la tabla de posiciones se los puntuará según los resultados obtenidos.
- 4 puntos por victoria.
- 2 puntos por empate.
- 0 puntos por derrota.
- 1 punto bonus por ganar haciendo 3 o más tries que el rival.
- 1 punto bonus por perder por siete o menos puntos de diferencia.

## Clasificación
| Pos. | Equipo               | Encuentros | Encuentros | Encuentros | Encuentros | Tantos | Tantos | Tantos | PB | PB | Puntos |
| Pos. | Equipo               | PJ         | PG         | PE         | PP         | F      | C      | Dif    | BO | BD | Puntos |
| ---- | -------------------- | ---------- | ---------- | ---------- | ---------- | ------ | ------ | ------ | -- | -- | ------ |
| 1.º  | COBS                 | 14         | 12         | 1          | 1          | 561    | 261    | +300   | 11 | 0  | 61     |
| 2.º  | Old Macks            | 14         | 9          | 1          | 4          | 369    | 281    | +88    | 7  | 2  | 47     |
| 3.º  | Old Boys             | 14         | 9          | 0          | 5          | 394    | 306    | +88    | 6  | 3  | 45     |
| 4.º  | Los Troncos          | 14         | 7          | 1          | 6          | 363    | 389    | -26    | 7  | 4  | 41     |
| 5.º  | Universidad Católica | 14         | 7          | 0          | 7          | 382    | 388    | -6     | 7  | 3  | 38     |
| 6.º  | PWCC                 | 14         | 5          | 0          | 9          | 307    | 327    | -20    | 5  | 6  | 31     |
| 7.º  | Old John's           | 14         | 3          | 1          | 10         | 275    | 465    | -190   | 4  | 2  | 20     |
| 8.º  | Stade Français       | 14         | 2          | 0          | 12         | 271    | 505    | -234   | 5  | 2  | 15     |

|  | Semifinalistas.                           |
|  | Clasificado al repechaje por el descenso. |
|  | Desciende al Súper 8 2021.                |

## Fase Final

### Semifinales
| 20 de octubre de 2018 | COBS | 33 - 7 | Los Troncos |  |  |

| 20 de octubre de 2018 | Old Macks | 12 - 29 | Old Boys |  |  |

#### Final
| 27 de octubre de 2018 | COBS | 14 - 0 | Old Boys |  |  |

| Bandera de Chile |
| Campeón COBS     |
| Quinto título    |

## Promoción
| 27 de octubre de 2018 | Old Johns | 62 - 33 | Sporting Rugby Club |  |  |

- Old Johns se mantiene en la categoría para la próxima temporada.